# Brelin
Brelin of Le Brelin is een gebouw in het Franse skidorp Les Menuires, in de gemeente Les Belleville in het departement Savoie. Het bouwwerk ligt op 1865 meter hoogte, ongeveer 50 meter boven La Croisette, het centrum van Les Menuires, en heeft daardoor uitzicht over het dorp en de omgeving.
Les Menuires werd in de jaren 60 vanuit het niets gebouwd voor de ontwikkelende wintersport. Op 8 december 1971 werd Brelin hieraan toegevoegd. Het complex telt meer dan 560 appartementen, twee hotels en tal van winkels.

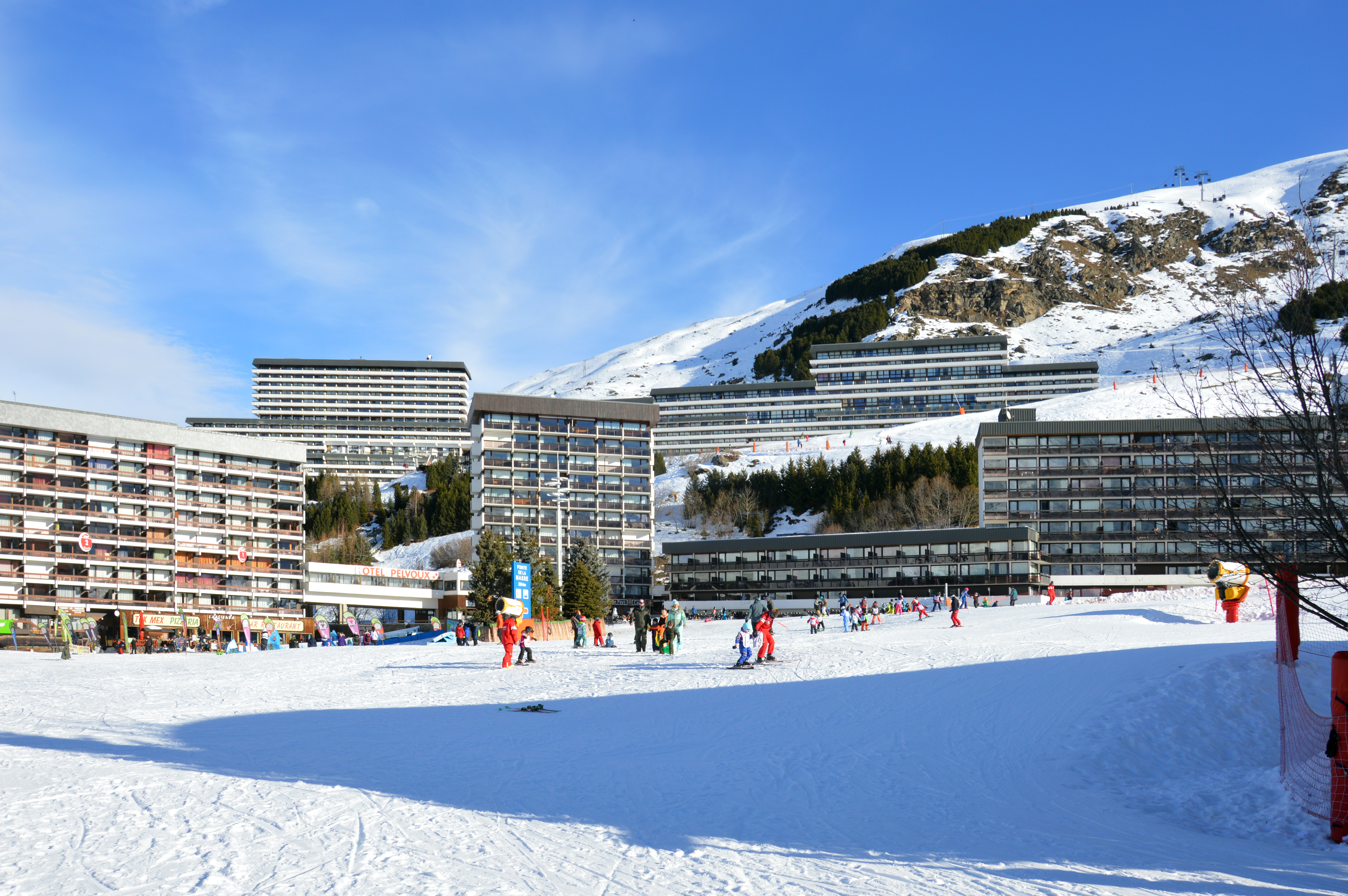
Gezien vanaf het centrale plein van La Croisette

Le Brelin is een zeer groot gebouw met een langgerekt grondplan, zo'n 270 meter lang, met een knik in het midden. De verschillende delen van het gebouw hebben andere hoogten, tot maximaal 16 verdiepingen, en het gebouw wordt weleens vergeleken met een pakketboot. Het is ingeplant in de bergflank boven het centrum van Les Menuires en ligt aan de pistes. Opgetrokken in een moderne bouwstijl wordt het weleens retrofuturistisch genoemd. Het is een monumentale verschijning in het landschap, helder wit aan de zonnekant en donkerbruin aan de schaduwkant. Zoals een sanatorium opent het gebouw zich naar de zon. Van het Franse ministerie van Cultuur kreeg het het label Patrimoine du xxe siècle.